# まがりひろあき
まがり ひろあき（1980年4月26日 - ）は、日本の漫画家、アニメーション監督。山口県生まれ、広島県育ち。別名に匿名キボ夫がある。一話読み切りの漫画がメインである。

## 略歴
山口県生まれの広島県育ち。広島工業大学高等学校卒業後に広島テレビでのアルバイト時代には天気予報のOP・EDのイラストを手がける。広島テレビで同僚に紹介してもらい、講談社に持ち込みを行った「魔女っ娘つくねちゃん」で『ヤングマガジンアッパーズ』の新人賞を受賞、2003年4月に掲載されデビュー。この作品はその後連載となり、2005年にはOVAとしてアニメ化される。『ヤングマガジンアッパーズ』廃刊の後、『月刊少年シリウス』（講談社）にて続編である「魔女っ娘つくねちゃん+」を連載。また、『まんがライフ』（竹書房）にて2006年6月号より2011年2月号まで「よいこのしごと」を連載、『まんがライフMOMO』にも読み切りで掲載。『まんがタイムオリジナル』（芳文社）にて2010年7月号から2012年1月号まで「お茶の間クエスト」を連載していた。特撮マニアであり、Twitterでは実況を行っている。

## 作品

### 漫画

#### 連載
- 魔女っ娘つくねちゃん（『ヤングマガジンアッパーズ』2003年8号 - 2004年21号）
  - 魔女っ娘つくねちゃん+（『月刊少年シリウス』2005年8月号 - 2006年5月号）
  - 魔女っ娘つくねちゃんWEB（「『月刊少年シリウス』公式サイト」2006年7月 - 2008年10月） - 『魔女っ娘つくねちゃん かおす』に収録。
  - 魔女っ娘つくねちゃんWEB出張版 / ぜろ（『月刊少年シリウス』2006年10月号 - 2008年11月号） - 『魔女っ娘つくねちゃん かおす』に収録。
  - 魔女っ娘つくねちゃんswf（「『月刊少年シリウス』公式サイト」2008年11月 - 2014年11月）
- よいこのしごと（『まんがライフ』2005年12月号、2006年6月号 - 2011年2月号）
- 薬剤師道一直線（「日経ドラッグインフォメーション」2007年10月 - 2010年3月）
- シリウス父さん
- お茶の間クエスト（『まんがタイムオリジナル』2010年7月号 - 2012年1月号）
- 魔女っ娘つくねちゃんじゃないやつ（『水曜日のシリウス』2014年12月 - 2015年12月） - 単行本は『まがりひろあきのじゆうちょう』のタイトルで刊行。
- 天に向かってつば九郎（サンケイスポーツ 月刊まるごとスワローズ、2016年9月 -  2019年7月）
- 新・天に向かってつば九郎（サンケイスポーツ 月刊まるごとスワローズ、2020年6月 -  連載中）
- 鉄のおじょうさま（『コミックDAYS』2023年6月 - 連載中）
- ヒロインは××を稼ぎたい（作画：雪あられ、『マガジンポケット』2024年3月 - 2024年11月）※原作担当

#### 読み切り
- たすけてくん - 『魔女っ娘つくねちゃん かおす』に収録。
- ゾル漫えびいぬ君（2008年、ゾルゲール哲著）に特別寄稿、カラー1ページ

#### アンソロジー
- ムダヅモ無き第二次改革 アンソロジーコミック（2010年）
- ロードオブワルキューレ コミック・アンソロジー! 2（2014年）
- キングオブギャグ4コマ（2015年）

#### 単行本
- 『魔女っ娘つくねちゃん』、講談社〈アッパーズKC〉 2004年、全2巻
- 『魔女っ娘つくねちゃん+』、講談社〈シリウスKC〉 2006年、全1巻
- 『よいこのしごと』、竹書房〈バンブー・コミックス〉 2007年 - 2009年、全2巻。後に同人誌として第3巻が販売された。
- 『魔女っ娘つくねちゃん よせあつめ』、講談社〈KCデラックス〉 2007年、全1巻。『魔女っ娘つくねちゃん』全2巻から一部を抜粋したもの。
- 『魔女っ娘つくねちゃん かおす』、講談社〈KCデラックス〉 2008年、全1巻
- 『魔女っ娘つくねちゃん』、講談社〈シリウスKC〉 2014年、全3巻。『よせあつめ』・『+』・『かおす』を改題のうえ電子書籍として販売したもの。
- 『お茶の間クエスト』、まんがフリーク 2016年、全1巻。電子書籍のみ。
- 『まがりひろあきのじゆうちょう』、講談社〈シリウスKC〉 2016年、全1巻
- 『天に向かってつば九郎』、講談社〈ワイドKC〉 2017年 - 2019年、全5巻

### CDジャケットイラスト
- Enter!/桃井はるこ（2006年）
- Party!/桃井はるこ（2007年）
- Cue!/桃井はるこ（2009年）

### アニメ
- がんばれ!メメ子ちゃん（2008年、OVA）作画
- 鋼の錬金術師 FULLMETAL ALCHEMIST（2009年、テレビアニメ）第1 - 14話エンディングアニメ作画
- みこすり半劇場（2013年、OVA）監督
- マコちゃんのリップクリーム（2014年、アニメーションPV）アニメーション制作
- えの素（2022年、OVA）監督

### その他
- 民安ともえ『Rocks Juice』収録「サカレサマー」コーラス（2009年）
- 桃井はるこ「MAGICAL MAGIC GIRL」作詞（2009年）
- 桃井はるこ「初夏のシリウス」作詞（2011年）
- 桃井はるこ「月と星のうた」作詞（2012年）